# Tamas
Si desea ver otras acepciones de la palabra «tamas», haga clic en Tamas (desambiguación).
En el hinduismo, el budismo y el sijismo, tamas o tamo-guna es la más baja de las tres gunas (cualidades de la naturaleza).
Tamas es la fuerza que promueve uno o más de los siguientes:
- oscuridad
- ignorancia
- destrucción
- pereza
- inercia
- resistencia
- indiferencia.

Tamas es visto como una cualidad más negativa que rayo guna o sattwa guna.
Las tres gunas (sattwa, rayas y tamas se describen con detalle en la doctrina samkhia (uno de los seis darshanas del hinduismo).
Cada una de las gunas tiene sus características distintivas, y los hindúes creen que todo lo que existe está hecho de esas tres gunas.
Tamas es la más baja, la más pesada, la más lenta y la más bruta (por ejemplo, una piedra o un bloque de tierra).
Está desprovista de la energía de rayas (la pasión creativa) y el brillo de sattwa (la iluminación).
Tamas no se puede contrarrestar o controlar con más tamas. Es más fácil contrarrestarla por medio de rayas (la acción) para posteriormente llegar a sattwa; siendo muy difícil saltar directamente de tamas a sattwa.
El resultado de una vida liderada por tamas lleva a un Karma que promueve el Samsara con una reencarnación en el mundo animal.

## Tamas en otros ámbitos
- Pensamientos tamásicos
- Actividades tamásicas
- Comida tamásica
  - alimentos que crecen bajo tierra (patatas, zanahorias, etc.)
  - alimentos que crecen en lugares húmedos y oscuros (como los hongos),
- Medios de subsistencia tamásicos

## Citas sobre tamas
- «Tamas es (nacida de la ignorancia) conoce tú, el engaño de todos los seres corporificados, con locura, indolencia y sueño, eso te ata, descendiente de Bharata» (Bhagavad Guitá 14.8).
- «Oscuridad, inactividad y locura, ilusión ciertamente también: estas se manifiestan cuando tamas se desarrolla, hijo de Kuru [Áryuna]» (Bhagavad Guitá 14.13).
- «En rayas si la muerte [te] alcanza: [como ser humano] asociado con el karma nacerás. Igualmente, si te mueres en tamas, en el útero de un animal nacerás» (Bhagavad Guitá 14.15).